# Erich von Gündell
Erich Gustav Wilhelm Theodor Gündell, depuis 1901 von Gündell (né le 13 avril 1854 à Goslar et mort le 23 décembre 1924 à Göttingen) est un général d'infanterie prussien pendant la Première Guerre mondiale.

## Biographie

### Origine
Erich est le seul enfant du lieutenant-colonel prussien Adolph Gündell (1820-1898) et de sa première épouse Aeone, née von Quistorp (de) (1826-1854).

### Carrière militaire
Gündell s'engage le 1er avril 1873 comme cadet dans le 94e régiment d'infanterie de l'armée prussienne. Il est nommé enseigne le 15 novembre 1873 et promu lieutenant-secrétaire le 15 octobre 1874. En tant que tel, il est adjudant du 1er bataillon du 5 novembre 1876 au 31 mai 1881. Pour poursuivre sa formation, Gündell est envoyé à l'Académie de guerre du 1er octobre 1881 au 21 juillet 1884 et est entre-temps promu premier-lieutenant le 17 octobre 1883. Dans les années qui suivent, il sert dans son régiment d'origine et est ensuite commandé au Grand État-Major le 1er avril 1887 et transféré ici le 22 mars 1888 avec sa promotion au grade de capitaine. Il est ensuite affecté à de nombreuses tâches au sein de la troupe et de l'état-major, jusqu'à ce que Gündell soit finalement nommé lieutenant-colonel et chef de l'état-major du corps expéditionnaire est-asiatique.
Gündell est honoré pour ses services le 28 novembre 1901 par Guillaume II en étant élevé à la noblesse prussienne héréditaire,.
Après la dissolution du corps, il est tout d'abord réaffecté au grand état-major général et le 5 novembre 1901, il est commandé à l'état-major du 1er corps d'armée. Peu après, le 14 novembre 1901, il est nommé chef d'état-major général. Dans cette fonction, Gündell est promu colonel le 22 avril 1902, puis nommé commandant du 27e régiment d'infanterie à Halberstadt. Le 22 février 1906, Gündell reçoit le grade de Brigadekommandeur et est chargé des affaires en tant qu'Oberquartiermeister dans l'état-major général pour s'occuper des affaires. Sa promotion au grade de major général le 14 juin 1906 est suivie de sa nomination à ce poste. Lors de la seconde conférence de La Haye de 1907, Gündell agit en tant que délégué militaire. En plus de son travail dans l'état-major général, il est également membre de la commission d'étude de l'académie de guerre à partir du 26 septembre 1908.
En tant que lieutenant-général, Gündell passe à nouveau au service des troupes le 27 octobre 1910 et devient commandant de la 20e division d'infanterie à Hanovre. Au bout de trois ans, il passe le commandement à son successeur Alwin Schmundt et devient ensuite directeur de l'Académie de guerre de Berlin. La même année, Gündell soumet sa lettre de démission et reçoit le caractère de General der Infanterie le 4 septembre 1913.
Avec le déclenchement de la Première Guerre mondiale, Gündell est réintégré et nommé général commandant du 5e corps de réserve (de). Avec ce corps, il combat en association avec la 5e armée à la bataille de Longwy puis, après de nouveaux combats, participe à l'encerclement de Verdun. Gündell reçoit le 2 septembre 1914 le brevet de son grade. Ce n'est qu'en février 1916 qu'il passe à l'attaque avec son corps après une guerre de position lors de la bataille de Verdun. Lors des combats pour le village et le fort de Vaux, son importante formation subit de lourdes pertes et doit finalement être retirée du front à la mi-juin. Il est ensuite déplacé en Champagne pour se reposer et se rafraîchir. C'est là que Gündell est décoré de l'ordre Pour le Mérite le 28 août 1916, en reconnaissance de ses performances pendant les combats devant Verdun. Le 3 septembre 1916, il fut nommé commandant en chef du détachement d'armée B en Haute-Alsace. Gündell occupe ce poste jusqu'à la fin de la guerre. Parallèlement, à partir d'octobre 1918, il est président de la commission d'armistice du commandement suprême de l'armée au Grand Quartier général de Spa. Cependant, la direction des négociations vis-à-vis de l'ennemi est transférée à un civil, le homme politique du Zentrum et secrétaire d'État Matthias Erzberger.
Après l'armistice et la démobilisation de Compiègne, le règlement de mobilisation de Gündell est abrogé le 23 décembre 1918.

### Philosophe
Erich von Gündell étudie la philosophie avec Edmund Husserl, qui le considère comme une "intelligentsia significative". Après la fin de la Première Guerre mondiale, Gündell reçoit son doctorat en 1922 de Georg Misch sur les classifications modernes des systèmes philosophiques.

### Famille
Gündell est marié avec Auguste Dora Frida Marie von Jacobi (14 février 1867-1er février 1958 à Brême), la fille du lieutenant-colonel Bernhard von Jacobi (de). Six enfants sont issus de ce mariage, dont les fils Walter, qui atteint le grade de lieutenant général pendant la Seconde Guerre mondiale et le médecin Helmut von Gündell (né le 13 mars 1893).

## Décorations
- Ordre de l'Aigle rouge de 2e classe avec étoile, feuilles de chêne et épées sur l'anneau[5]
- Ordre de la Couronne de 1re classe[5]
- Croix de décoration de service prussien[5]
- Commandeur de 1re classe de l'Ordre du Lion de Zaeringen[5]
- Ordre du mérite militaire bavarois de 2e classe avec étoile[5]
- Ordre d'Henri le Lion de 1re classe[5]
- Officier de l'Ordre d'Albert[5]
- Croix de chevalier de 2e classe de l'Ordre du Faucon blanc[5]
- Croix d'honneur de l'Ordre de la Couronne de Wurtemberg avec épées[5]
- Ordre du Double Dragon de second degré 1re classe[5]
- Commandeur de l'Ordre du Soleil levant[5]
- Commandeur de l'Ordre des Saints-Maurice-et-Lazare[5]
- Grand-Croix de l'Ordre François-Joseph[5]
- Ordre russe de Sainte-Anne de 2e classe[5]
- Croix de fer (1914) de 2e et 1re classe